# Volvo RM8
Il Volvo RM8 è un motore turbofan a basso rapporto di diluizione sviluppato dalla svedese Volvo Flygmotor negli anni sessanta per il caccia Saab 37 Viggen.

## Storia

### Sviluppo
Nel 1961, quando vennero definite le caratteristiche di progetto del Viggen, erano disponibili solo due motori tra cui scegliere: il Bristol Siddeley B0.22R Olympus ed il Pratt & Whitney JT8D. Nel dicembre del 1961 venne scelto il motore statunitense sulla base di considerazioni tecniche (maggiore spinta percentuale con postbruciatore) ed economiche (costi più bassi di manutenzione e ricambi grazie alla grande diffusione delle versioni commerciali).
Nel 1963 la Svenska Flygvapnet acquistò dalla Pratt tre motori JT8D standard per iniziare a studiare l'applicazione di un postbruciatore. La struttura generale del motore venne mantenuta, ma furono necessarie modifiche ad alcuni componenti sollecitati da temperature più elevate proprie della versione militare che si andava sviluppando.
Furono costruiti sei motori per le prove al banco (iniziate nel 1964) ed 11 esemplari per le prove in volo sui prototipi del Viggen. Nel 1968 il Ministero della Difesa svedese assegnò alla Svenska Flygmotor un contratto per la produzione di 195 motori destinati ai 175 Viggens.
Nel novembre del 1970 venne iniziato dalla Volvo Flygmotor (in seguito Volvo Aero) lo studio di una versione avanzata del motore (la RM8B) per aumentare l'uso del postbruciatore e migliorare le prestazioni ad alta quota.
In tutto, sono stati costruiti 380 esemplari.

### Tecnica
I due stadi del fan sono costruiti in titanio, così come le palette del compressore (ad eccezione degli ultimi tre stadi di alta pressione in acciaio e in lega di nichel, più resistenti del titanio alle alte temperature di quella zona del compressore).
La camera di combustione tubo-anulare è la stessa della versione commerciale con nove tubi di fiamma prodotti dalla Lucas Aerospace.
La temperatura di ingresso in turbina è di circa 1 120 °C, quasi 110 °C in più della versione standard. Gli statori e le palette della turbina di alta pressione sono raffreddati da aria spillata dal compressore e sono costruiti in lega di nichel.
Il postbruciatore consiste in sette anelli su cui sono installati gli iniettori di combustibile divisi in tre zone di combustione in modo da aumentarne l'efficienza. Rispetto alla versione civile, l'albero di bassa pressione è stato irrobustito per resistere a brusche variazioni di pressione dovute ad eventuali spegnimenti accidentali (flame-out) del postbruciatore. In questo caso, infatti, lo spegnimento del postbruciatore provoca un crollo della pressione ed un conseguente innalzamento della velocità di rotazione della turbina di bassa pressione (non più frenata dalla pressione nel postbruciatore). Nel breve intervallo di tempo necessario al sistema di controllo a ridurre la quantità di combustibile inviato alla camera di combustione (per abbassare la velocità di rotazione dell'albero di bassa pressione) si potrebbero quindi manifestare eccessive velocità di rotazione e conseguenti stress meccanici. Per ovviare a fenomeni di pompaggio del compressore, sono state installate sull'albero di bassa pressione delle valvole di sfogo che si attivano ad un determinato numero di giri.

## Versioni

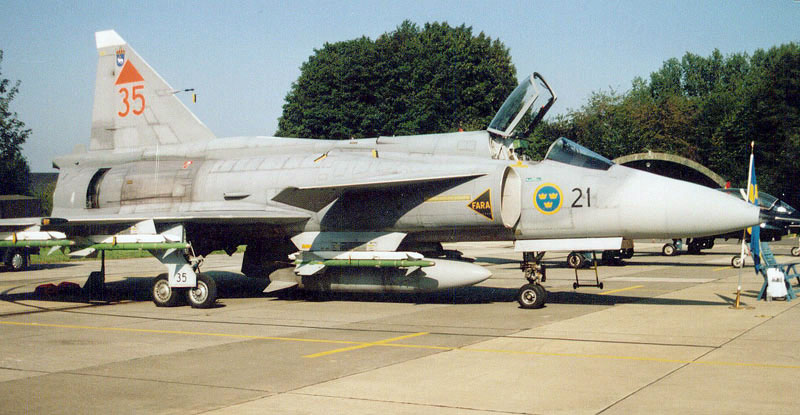
Un Saab Viggen JA 37 della Svenska Flygvapnet equipaggiato con un motore RM8B

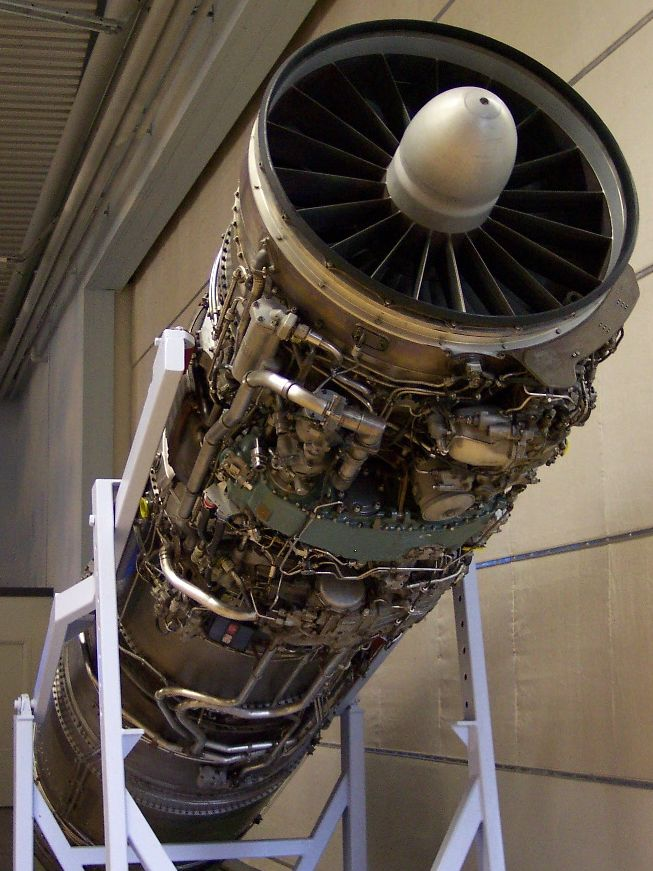
Volvo Flygmotor RM8B

|                            | RM 8A            | RM 8B            |
| -------------------------- | ---------------- | ---------------- |
| Peso                       | 2100 kg          | 2220 kg          |
| Lunghezza                  | 6,16 m           | 6,23 m           |
| Diametro ingresso          | 1,03 m           | 1,03 m           |
| Rapporto di compressione   | 16,5:1           | 16,5:1           |
| Numero stadi compressore   |                  |                  |
| Fan + Compressore LP       | 2 + 4            | 3 + 3            |
| Compressore HP             | 7                | 7                |
| Camera di combustione      | 9 tubi di fiamma | 9 tubi di fiamma |
| Numero stadi turbina       |                  |                  |
| Turbina di alta pressione  | 1                | 1                |
| Turbina di bassa pressione | 3                | 3                |
| Spinta base                | 6690 kp          | 7350 kp          |
| Spinta con postbruciatore  | 11790 kp         | 12750 kp         |

## Velivoli utilizzatori
Svezia
- AJ 37 Viggen
- JA 37 Viggen